# Breakout (игра)
Breakout — аркадная игра, похожая на Pong, созданная фирмой Atari в 1976 году. В 1978 году последовало продолжение — Super Breakout. Является наиболее известным представителем игр жанра «Арканоид».
Верхняя треть игрового экрана занята рядами брусков. По экрану, отскакивая от верхней и боковых границ экрана, движется мяч. Попадая в брусок, мяч отскакивает, а брусок исчезает. Игрок теряет одну жизнь, когда мяч ударяется в нижнюю часть экрана; чтобы предотвратить это, у игрока есть подвижная ракетка, с помощью которой мяч можно отбросить обратно в верхнюю часть экрана.
Аркадный автомат был оборудован чёрно-белым монитором, однако бруски выглядели цветными, так как на верхней части монитора были расположены окрашенные кусочки прозрачной материи.

## История
Игровой автомат Breakout был создан Ноланом Бушнелем, а исходная разработка была выполнена сооснователем компании Apple Computer Стивом Возняком, когда тот ещё работал в компании Hewlett-Packard. В аппарате не использовался микропроцессор — он был построен на дискретных элементах.
Друг Возняка, Стив Джобс, работал в Atari и принял заказ на проект от Эла Алкорна, тогдашнего менеджера проекта. Джобс нанял Возняка для разработки игры, что тот и сделал за четыре дня. Однако Атари не смогла воспользоваться его разработкой. В своей обычной манере Возняк, будучи перфекционистом, разработал плату в максимально упрощённой схеме, снизив при этом число микросхем TTL всего до 42 штук. Этот дизайн он отдал Джобсу, но его было невозможно воплотить в аппаратуру — он был слишком компактным и сложным, чтобы его можно было внедрить в производстве Atari того времени. Всё же Джобс получил за него деньги, а так как по контракту за снижение числа использованных микросхем начислялся бонус (из расчёта 100 долларов за микросхему), он получил 5000 долларов. Возняку же он заплатил всего 350 долл., утверждая, что это была половина обговорённой ранее суммы (700 долл.). Для производства Atari пришлось разработать собственную версию, которая содержала около 100 микросхем.
Успех игры требовал продолжения. Поэтому пару лет спустя была разработана игра Super Breakout. Хотя и очень похожий по внешнему виду на Breakout (раскладка, звук и общее поведение игры не изменилось), Super Breakout использовал микропроцессор, а не дискретную логику. Игра Super Breakout была запрограммирована на чипе M6502. Это позволяет в наше время эмулировать Super Breakout в MAME, а также включить во множество различных сборок игр фирмы Atari. С первоначальной игрой Breakout этого сделать нельзя, так как в ней отсутствовал процессор — игра была бы, скорее, «симулирована», а не эмулирована.

## Игровой процесс

### Breakout
В начале Breakout восемь строк кирпичей, по две строки одного цвета. Порядок цветов игры снизу вверх: жёлтый, зелёный, оранжевый и красный. С помощью единственного мяча игрок должен сбить максимальное количество кирпичей, используя стены и/или управляемую ракетку внизу чтобы рикошетом направлять мяч в кирпичи и уничтожать их. Жёлтые кирпичи приносят одно очко каждый, зелёные — три очка, оранжевые — пять, а самые верхние, красные кирпичи, приносят семь очков каждый. Задача усложняется тем, что ракетка укорачивается наполовину своего размера после того, как мяч проламывает красную строчку и ударяется в верхний край. Кроме того, скорость мяча увеличивается в особые моменты игры: после четырёх попаданий, после двенадцати попаданий и после первого соприкосновения мяча с оранжевой и красной строчками.
Максимальное количество очков, которые может набрать игрок, составляет 896. Для этого нужно пройти два экрана кирпичей по 448 очков каждый. После очистки второго экрана мяч в игре отскакивает от пустых стен, пока игроку, наконец, не надоест. Дополнительных экранов нет. Однако, существует секретный способ превысить ограничение в 896 очков — играть в игру в режиме двух игроков. Если первый игрок проходит первый экран, потратив два мяча из трёх возможных, а затем сразу же позволяет мячу «утонуть» внизу экрана, его второй экран становится третьим экраном у второго игрока, что даёт возможность второму игроку набрать максимум 1344 очка (в том случае, если он сможет играть своим третьим мячом достаточно долго). После очистки третьего экрана игра заканчивается.

### Super Breakout
В игре Super Breakout появились три других, более продвинутых режима игры, из которых может выбирать игрок:
- Двойной даёт игроку возможность играть двумя ракетками одновременно (одна над другой) и двумя мячами. Жизнь теряется только когда оба мяча выходят из игры, а пока они оба в игре, очки удваиваются.
- Яма устроен также как и в Breakout — одна ракетка и один мяч. Но у противоположной стены находятся ещё два мяча, которые игрок тоже может использовать для уничтожения кирпичей. За это даются дополнительные очки, но утроенные очки даются только если игрок может удержать все три мяча в игре.
- Прогрессивный также имеет единственную ракетку и мяч, но всякий раз, когда мяч ударяет в ракетку, вся противоположная стена шаг за шагом постепенно двигается вниз, и чем дольше мяч остаётся в игре, тем больше увеличивается скорость. Это самый интенсивный из трёх вариант игры и выдвигает новый уровень требований к навыкам игрока, вызывает стремление быстро проломиться сквозь нижние кирпичи, чтобы достичь тех, за которые даётся большее количество очков до того, как стена раздавит игрока.

### Breakout 2000
Для неудачной игровой консоли Atari Jaguar была заново разработана игра Breakout 2000 — трёхмерная версия классической аркады, в которую можно играть одному или вдвоём. Задача в игре оставалась той же, но проходила она на трёхмерном игровом поле. Всего нужно было пройти десять различных Фаз игры, каждая из которых состояла из пяти игровых полей. Каждое последующее поле было сложнее предыдущего, а каждая последующая Фаза ещё больше увеличивала уровень сложности и добавляла возможностей в игру.
Так же, как в Арканоиде, в игре были хорошие и плохие бонусы. Среди них неразбиваемые, многоударные и многоярусные кирпичи. Движение мяча было ограничено нижним уровнем многоярусных кирпичей, а после разрушения нижнего кирпича на освободившееся место проваливается кирпич с более высокого яруса. В игре также был режим двух игроков, который позволял двум людям (или человеку и компьютеру) соревноваться в одновременной игре. В данном режиме мяч игрока мог попасть на игровое поле другого игрока и разбивать там кирпичи противника. За такие кирпичи игрок получал двойные очки.
Между фазами игроки могли сыграть в бонусные игры — Трёхмерный понг или Тренировка меткости. Эти игры помогали игроку подготовиться к более сложной следующей фазе.